# يوجين رابي
يوجين رابي (بالإنجليزية: Eugene Rabe)‏ (بالألمانية: Eugen Rabe)‏ هو عالم فلك ألماني وأمريكي، ولد في 8 مايو 1911 في برلين في ألمانيا، وتوفي في 1974.